# Komod
Komod, rođen kao Lucius Aurelius Commodus (Lanuvium, 31. kolovoza 161. – Rim, 31. prosinca 192.), Rimski car od 180. do smrti 192., posljednji car iz dinastije Antonina. Bio je omiljen među rimskim pukom ponajviše zbog organiziranja gladijatorskih borbi u kojima je često i sam sudjelovao (navodno 700 pobjeda). Vrlo visok, izrazite fizičke građe. Protivnik senata koji mu je zavidio zbog odnosa s pukom. Njegov otac, Marko Aurelije, započeo je rat protiv Markomana, no, nakon očeve smrti, Komod je s Markomanima sklopio mir i odustao od daljnjih ratovanja. Ugušio ga je njegov trener i partner u hrvanju.
Poznat po tome što je promijenio ime gradu Rimu.
| Prethodnik:                  | Rimski carevi | Nasljednik:      |
| Marko Aurelije (161. – 180.) | Rimski carevi | Pertinaks (193.) |

### Ostali projekti
|  | Zajednički poslužitelj ima stranicu o temi Komod |